# Conholt
Conholt – wieś w Anglii, w hrabstwie Wiltshire. Leży 31 km na północny wschód od miasta Salisbury i 101 km na zachód od Londynu.